# だいじょ〜ぶラジオ
だいじょ〜ぶラジオ（だいじょ～ぶらじお）は、2007年10月6日から2009年3月28日まで熊本放送（RKKラジオ）とRKK Podcasting Station、番組サイトのライブカメラで放送されていたラジオ番組（トークバラエティ）で、ラジオは土曜日 22:30 - 23:30（JST）に放送されていた。通称「だいラジ」。

## 概要・番組内容等
hughの降板に伴い終了した「大人になれば」をリニューアルし改題したもの。
内容的には前番組を踏襲しているが、当番組から起用された「オタク第一世代」のイズミダタツヤの趣味を反映した要素も加えられた。
くーじーこと久島の人事異動に伴い、2009年3月28日の生放送をもって終了。イズミダと須藤は同時間帯後継の「イズミダアワーそれでどうよッ!」にも出演していた。

## パーソナリティ
- イズミダタツヤ
- くーじー（久島健一・RKKラジオディレクター。前番組「大人になれば」から続投）
- 須藤あき（2008年4月 - 2009年3月） - 当初はポッドキャスト版のみ出演。2009年3月のみ本編にも出演していた

## 主なコーナー
- ふつオタのコーナー - タイトルの通り、普通のお便りを紹介するコーナー
- だいラジ・あいうえお作文 - 毎月決められたお題を基に、お題となる言葉の各文字を各句の頭文字に置いて、ひとつの文章を作るという言葉遊びのコーナー。「あいうえお作文」故に字数制限はなかった。
- うんちくミュージック！ - イズミダの趣味を反映したコーナーで、彼のオタク度を音楽を通して紹介する。

## 備考
- 2000年からRKKラジオでパーソナリティを続けてきたくーじー（久島）だが、この番組を最後にパーソナリティとしては地上波のレギュラー番組を持っていない。[1]

## 参照
1. ↑  尚、久島は2020年4月25日放送分の同局「Radioマンガ研究室」にゲスト出演するなど、レギュラー以外では時たまラジオに出演している（Radioマンガ研究室公式Twitterのツイートより）